# Народна библиотека Грчке
Народна библиотека Грчке (грч. Εθνικη Βιβλιοθηκη) налази се недалеко од центра Атине. Зграду библиотеке дизајнирао је дански архитекта Theophil Freiherr von Hansen у склопу његове познате „Трилогије” неокласичних зграда која укључује још и Атинску академију и оригиналну зграду Атинског универзитета. Библиотеку је основао Ioannis Kapodistrias.

## Историја
Првобитна идеја за оснивање Народне библиотеке Грчке потекла је од филхеленисте Јохана Јакоба Мајера (Johann Jakob Mayer) у августу 1824. године. Он је ову идеју изнео у чланку његове новине Ellinika Chronika који је објављен у Missolonghi, где су он и Лорд Бајрон промовисали независност Грчке. Идеја је примењена 1829. године од стране нове грчке владе Јоаниса Каподистриаса, који је повезао Народну библиотеку са другим интелектуалним институцијама као што су школе, национални музеји и штампарије. Све ове институције биле су смештене у згради (која се након тога користила као сиротиште), на острву Егина. Рад ових институција надгледао је Andreas Moustoxydis који је тако постао председник одбора сиротишта, директор Националног археолошког музеја Атине и директор Националне школе.
Крајем 1830. године библиотека, коју је Andreas Moustoxydis назвао Народном библиотеком, имала је 1018 томова штампаних књига које су прикупљене од Грка и филхелена. Она је 1834. године пресељена у Атину, нову престоницу и привремено је била смештена у јавном купатилу римске агоре, а касније у цркви Panagia Gorgoepikoos.
Збирка се брзо повећала. Библиотека је куповала књиге од приватних библиотека, под надзором Dimitris Postolakas (1995 томова), али и прихватала многе велике донације, као што су биле оне од стране Христофороса и Константиноса Сакелариоса (Konstantinos Sakellarios) (5.400 томова) односно Маркоса Рениериса (Markos Renieris) (3.401 томова).
Године 1842. јавна библиотека спојила се са универзитетском библиотеком Атине (15000 томова). Ова новоформирана институција смештена је заједно са колекцијом новца у новој згради Отовог универзитета. Њен први директор (тада називан председником) био је Georgios Kozakis-Typaldos и он је тај посао обављао до 1863. године. У том периоду, библиотека је обогаћена значајним донацијама и ретким књигама на страним језицима из свих крајева Европе. Краљевском повељом из 1866. године ова институција заведена је под именом "Народна библиотека Грчке". Од 1877. до 1910. њен директор био је Michael Deffner.
Дана 16. марта 1888. постављен је камен темељац за нову неокласичну мермерну зграду. Изградњу зграде финансирала су три брата грчке дијаспоре рођена на Кефалонији, Panagis, Marinos and Andreas Vallianos. Зграду је дизајнирао Baron Theophil von Hansen а њена конструкција била је под надзором Ernst Ziller. Библиотека је остала у старијој згради Универзитета до 1903. године, када је пресељена у нову зграду, у којој је још увек делом смештена, поред друге две у Agia Paraskevi и Nea Halkidona.